# The Mighty Mighty Bosstones
The Mighty Mighty Bosstones (ou simplement The Bosstones) est un groupe américain de skacore, originaire de Boston, dans le Massachusetts, actif entre 1983 et 2004 et entre 2007 et 2022. Il est décrit comme le créateur du ska-core, un genre musical réunissant des éléments de la troisième vague du ska et du punk hardcore. Le groupe avait pris une pause d'une durée indéterminée en décembre 2003, mais reprendle chemin des concerts et des studios en 2007 jusqu'en 2022. Leur album Let's Face It compte deux millions d'exemplaires vendus.

## Histoire
Les racines du groupe se trouvent dans la scène punk hardcore du début des années 1980, avec une forte influence de la scène 2 tone britannique des années 1970. Le bassiste Joe Gittleman jouait avec le groupe local de punk hardcore Gang Green, tandis que le chanteur Dicky Barrett est ancien membre d'Impact Unit et, plus tard, de Cheapskates. La formation de Cheapskates connait de fréquents changements et comprend à l'occasion des membres de Gang Green. C'est grâce à Cheapskates qu'un noyau dur se forme autour de Barrett, Gittleman, Tim « Johnny Vegas » Burton (saxophone), Nate Albert (guitare), Josh Dalsimer (batterie), Tim Bridwell (trompette) et Ben Carr (omniprésent sur scène, dansant sans être musicien, plus tard crédité sous le nom de « Bosstone »). 
Le groupe fait une pause en 2002. Après l'annonce de la pause, plusieurs membres travaillent sur d'autres projets et groupes. Barrett devient le présentateur de l'émission de fin de soirée Jimmy Kimmel Live! sur ABC. En 2005, il devient l'animateur du Mighty Morning Show sur la radio de Los Angeles Indie 103.1 FM. En mars 2006, il est licencié de la station de radio.
Au cours d'une session acoustique organisée par Alternative Press, les membres du groupe de ska Big D and the Kids Table de la région de Boston laissent entendre que les Bosstones étaient en fait réunis pour un autre Hometown Throwdown. Jerry Mattes, le créateur de la mascotte bulldog du groupe, reconnait également les chances d'une réunion, et annonce qu'il était en train de concevoir un nouveau logo pour le groupe.
En mars 2021, le groupe annonce que son premier album depuis sa signature chez Hellcat Records, When God Was Great, sortira le 7 mai 2021, et publie le deuxième single de l'album I Don't Believe in Anything. Le troisième single de l'album, The Killing of King Georgie (Part III), un morceau sur le meurtre de George Floyd, sort le 21 avril 2021.
Le 27 janvier 2022, le groupe annonce sa séparation. La déclaration partagée par le groupe se lit comme suit : « Après des décennies de fraternité, de tournées dans le monde entier et de grands disques ensemble, nous avons décidé de ne pas continuer en tant que groupe. Par-dessus tout, nous voulons exprimer notre sincère gratitude à chacun d'entre vous qui nous a soutenus. Nous n'aurions rien pu faire sans vous. Love Always, The Mighty Mighty BossToneS . » Bien que le groupe ait choisi de ne pas dévoiler les raisons de sa séparation, des spéculations pensant qu'il s'agissait de la position de Barrett sur les vaccins Covid-19 et de sa participation à la production d'une vidéo promouvant le rassemblement anti-vaccination Defeat the Mandates organisé par Robert F. Kennedy Jr. En février 2022, Barrett est invité au podcast The Highwire with Del Bigtree où il confirme que ce sont ses opinions anti-vaccination qui ont mis le reste du groupe mal à l'aise. 

## Membres
- Dicky Barrett – voix
- Tim « Johnny Vegas » Burton – saxophone
- Ben Carr – danse, chœurs, percussions, manager du groupe)
- Joe Gittleman – guitare basse
- Lawrence Katz – guitare
- Chris Rhodes – trombone
- Joe Sirois – batterie
- Kevin Lenear – saxophone
- John Goetchius – clavier

## Discographie

### Albums studio
- 1989 : Devil's Night Out
- 1992 : More Noise and Other Disturbances
- 1993 : Don't Know How to Party
- 1994 : Question the Answers
- 1997 : Let's Face It
- 2000 : Pay Attention
- 2002 : A Jackknife to a Swan
- 2009 : Pin Points and Gin Joints
- 2011 : The Magic of Youth
- 2018 : While We're at It
- 2021 : When God Was Great

### EP
- 1991 : Where'd You Go?
- 1993 : Ska-Core, the Devil, and More
- 1994 : Simmer Down
- 1995 : Here We Go Again
- 1997 : So Far, So Good
- 1997 : A Sample
- 1998 : Wake Up Call
- 1998 : Selections From The Middle East
- 2000 : Toe Tapping Treats

### Singles
- 1991 : Where'd You Go?
- 1993 : Someday I Suppose
- 1993 : Don't Know How to Party
- 1993 : A Man Without
- 1993 : Almost Anything Goes
- 1993 : Last Dead Mouse
- 1994 : Detroit Rock City
- 1994 : Kinder Words
- 1994 : Pictures to Prove It
- 1995 : Hell of A Hat
- 1997 : The Impression That I Get
- 1997 : The Rascal King
- 1997 : Royal Oil
- 1997 : Wrong Thing Right Then
- 1998 : Every Trick In the Book
- 2000 : So Sad to Say
- 2000 : She Just Happened
- 2001 : Fabled Barney and the Population

### Albums live
- 1997 : Live from the Pit
- 1998 : Live from the Middle East

### Compilations et bandes-son
Des chansons des Mighty mighty bosstones apparaissent sur de nombreuses compilations et trames sonores ; celles listées ici ne sont que celles contenant des versions inédites que l'on ne retrouve pas sur les albums officiels.
- 1990 : Mashin' Up the Nation: Best of American Ska Volumes 1 and 2
- 1994 : Mash It Up: Volume 3
- 1994 : KISS My Ass: Classic KISS Regrooved
- 1995 : Ska-Ville USA: Volume 2
- 1995 : bande originale de Clueless
- 1997 : bande originale de Meet the Deedles
- 1997 : Music for Our Mother Ocean 2
- 1997 : A Home gor the Holidays
- 1997 : A Family Christmas In Your Ass
- 1997 : Tibetan Freedom Concert
- 1998 : bande originale de Elmopalooza
- 1998 : Mashin' Up the Nation: Best of American Ska Volumes 3 and 4
- 1998 : bande originale de Rogue Trip: Vacation 2012
- 1999 : Boston Retroactive
- 1999 : Burning London - The Clash Tribute
- 2000 : bande originale de Digimon, le film